# Сватба (филм, 1943)
Вижте пояснителната страница за други значения на Сватба.
„Сватба“ е български игрален филм от 1943 година на режисьора Борис Борозанов, по сценарий на Борис Борозанов и Кирил Попов. Оператор е Бончо Карастоянов. Музиката във филма е композирана от Парашкев Хаджиев.

## Актьорски състав
- Веселин Симеонов – Никола Иванов
- Симеон Симеонов – Полковник Стоянов
- Асен Камбуров – Чото Фактическият
- Стефан Савов – Капитан Хайнрих/неговият син
- Стефан Пейчев – Върлината
- Надежда Костова – Майката на Никола
- Милка Стубленска – Лена
- Маня Бижева – Люба
- Марин Тошев – Найден Петров
- Мария Янева
- Ставруда Фратева
- Сия Челебиева
- Роза Лазарова
- Анна Андонова
- Мими Панайотова
- Льоли Попова